# 佩恩斯維爾 (俄亥俄州)
佩恩斯维尔（Painesville）是美国俄亥俄州莱克县一个城市，是莱克县的县城。 2010年人口普查的人口为19563人。
佩恩斯维尔是伊利湖学院、莫利图书馆和284英亩的历史街区佩恩斯维尔重建区的所在地。

## 历史
佩恩斯维尔在美国独立战争后不久就由美国人定居了。 当时它仍然被认为是康乃狄克西储地的一部分。 在战争期间担任康涅狄格民兵队长的爱德华·潘恩（Edward Paine）将军（1746-1841）和约翰·沃尔沃斯在西部储备组织中率先进行了六十六名定居者聚会。后来，潘恩将军代表了西北领地领土立法机构的地区。